# Sarcophaga incisilobata
Sarcophaga incisilobata är en tvåvingeart som beskrevs av Louis Pandellé 1896. 
Sarcophaga incisilobata ingår i släktet Sarcophaga och familjen köttflugor. Artens utbredningsområde är Frankrike. Arten är reproducerande i Sverige. Inga underarter finns listade i Catalogue of Life.